# Mercedes D.III
Le Mercedes D.III (ou F1466, désignation interne) était un moteur d'avion six cylindres en ligne refroidi par liquide construit par Daimler et utilisé sur une grande variété d'avions allemands au cours de la Première Guerre mondiale. Les premières versions, en 1914, développaient 160 ch, mais une série d'améliorations l'ont porté à 170 ch en 1917 et 180 ch mi-1918. Les derniers modèles ont été utilisés sur presque tous les chasseurs allemands de la fin de guerre. Son seule réel concurrent, le BMW III, était disponible seulement en nombre très limité. Par rapport aux moteurs alliés auxquels il était confronté, le D.III était généralement dépassé.